# 紫心黄芩
紫心黄芩（学名：Scutellaria purpureocardia）为唇形科黄芩属下的一个种。产云南西部；生于林下，海拔1600-2100米处。模式标本采白云南凤庆。

## 扩展阅读
維基物種上的相關：紫心黄芩